# Gentle on My Mind
Gentle on My Mind är en sång skriven av John Hartford, och som 1968 vann fyra Grammy Awards. Hartford vann priset för Best Folk Performance samt Best Country & Western Song (Songwriter). De två andra priserna som sången tilldelades, Best Country & Western Solo Vocal Performance, Male samt Best Country & Western Recording, tilldelades den amerikanske country music-sångaren Glen Campbell för hans version av sången.
Glen Campbells version har spelats över 5 miljoner gånger på radio. Campbell använde sig även av "Gentle on My Mind" som ledmotiv till sin Tv-show, The Glen Campbell Goodtime Hour som sändes mellan 1969 och 1972. Sången rankades som nummer 16 på BMI:s lista över Top 100 Songs of the Century.
Gentle on My Mind finns översatt till svenska av Alf Robertsson med titeln ”Jag har spelat mina kort”.